# 米高·舒祖堡
米高·舒祖堡（丹麥語：Michael Schjønberg，1967年1月19日—）是一名已退役的丹麥後防球員。現為丹麥甲組足球聯賽球隊西雪蘭的領隊。

## 國家隊生涯
舒祖堡於1995年1月18日對沙地阿拉伯的洲際國家盃(時稱法赫德國王盃)分組賽首度為國家隊上陣。球隊最終在該屆賽事掄元。

## 榮譽
漢諾威
- 德國盃冠軍: 1991-92

凱沙羅頓
- 德國甲組聯賽冠軍: 1997-98

丹麥國家隊
- 法赫德國王盃冠軍: 1995